# 巴傑 (阿拉斯加州)
巴傑（英語：Badger）是位於美國阿拉斯加州費爾班克斯-北極星自治市鎮的一個非建制地區和人口普查指定地區。根據2010年美國人口普查，該地人口為19482人，而該地的面積約為172.98平方千米。

## 地理
巴傑的座標為64°48′19″N 147°24′37″W / 64.80528°N 147.41028°W，而該地的平均海拔高度為906米（即2973英尺）。